# 米洛·吉勃遜
米洛·吉勃遜（英語：Milo Gibson，1990年11月16日—），美國男演員，演員兼導演梅爾·吉勃遜之子。知名作品如電影《鋼鐵英雄》（2016年）、《黑幫之地》（2017年）、《闯入逃离》（2018年）及《惡魔突襲隊》（2018年）。

## 生平
米洛·吉勃遜出生於澳大利亞，主要在美國加利福尼亚州馬里布成長，是梅爾·吉勃遜和羅賓·摩爾（Robyn Moore）的兒子。他在參與演藝事業前是名電工。
吉勃遜的首部表演作品為父親電影《鋼鐵英雄》（2016年）。2017年在《黑幫之地》中主演艾爾·卡彭。2018年，他在波蘭和英國合拍的傳記戰爭片《颶風行動：303中隊》中飾演約翰·A·肯特中尉。

## 作品列表

### 電影
| 年份 | 標題                  | 角色                    | 附註 |
| ---- | --------------------- | ----------------------- | ---- |
| 2016 | 《鋼鐵英雄》          | 「好運」福特（'Lucky' Ford）        |      |
| 2017 | 《黑幫之地》          | 艾爾·卡彭               |      |
| 2018 | 《颶風行動：303中隊》 | 約翰·A·肯特中尉         |      |
| 2018 | 《闯入逃离》          | 哈利（Harry）                |      |
| 2018 | 《惡魔突襲隊》        | 傑克·柯林斯（Jack Collins）         |      |
| 2020 | 《72小時前哨救援》    | 羅伯·耶萊斯卡斯上尉（Captain Robert Yllescas） |      |
| 2021 | 《热血榄球队》        | 查德·米契（Chad Mitchell）           |      |
| 2022 | 《西部聖靈》          | 戴夫·海斯（Dave Hayes）           |      |
| 2023 | 《爪足》              | 李奧（Leo）                |      |

## 外部連結
- 米洛·吉勃遜在互联网电影资料库（IMDb）上的資料（英文）
- 米洛·吉勃遜在豆瓣上的资料（简体中文）